# Fornes
Fornes és un municipi de la província de Granada a Andalusia. La seva extensió superficial és de 16,29 km² i el 2019 tenia 555 habitants. Forma part de la comarca d'Alhama.
Va ser una Entitat local autònoma dins el municipi d'Arenas del Rey, fins que a l'octubre de 2018 es va constituir com a municipi.
Fornes va ser històricament un municipi independent fins que, a principis de 1973, es va fusionar amb Arenas del Rey i Játar.